# Breukelen
Die ehemalige niederländische Gemeinde Breukelen (anhörenⓘ) in der Provinz Utrecht bestand aus den Ortsteilen Breukelen, Kockengen und Nieuwer Ter Aa. Sie hatte eine Größe von 48,7 Quadratkilometern. Ende 2010 zählte die Gemeinde 14.736 Einwohner. Seit dem 1. Januar 2011 ist Breukelen Teil der neu gebildeten Gemeinde Stichtse Vecht.
Die Stadt ist Namensgeberin des New Yorker Stadtteils Brooklyn.

## Lage
Breukelen liegt an der Eisenbahnlinie Amsterdam–Utrecht etwa 9 Kilometer nordwestlich von Utrecht, am Fluss Utrechtse Vecht und dem am dichtesten befahrenen Kanal Europas, dem Amsterdam-Rijnkanaal.
Es gibt etwas Industrie und Tourismus (Bootsfahrten auf der Vecht).

## Bildung
Im mittelalterlichen Schloss gleichen Namens befindet sich die privatisierte Wirtschaftsuniversität Nyenrode, wo Wirtschafts- und Managementausbildungen erteilt werden. Die Diplome werden u. a. in den USA (International Business School) anerkannt. Die Studenten verbleiben im Schloss selbst. Der ehemalige Ministerpräsident der Niederlande Wim Kok hat hier ein Studium absolviert. Schirmherr war der 2004 verstorbene Prinz Bernhard.

## Söhne und Töchter des Ortes
- Petrus Johannes Kasteleijn (1746–1794), Schriftsteller
- Jacob Nicolaas Bastert (1826–1902), Politiker
- P.N. van Eyck (1887–1954), Schriftsteller
- Jacob Dunnebier (1904–1988), Architekt
- Henk van der Grift (* 1935), Eisschnellläufer
- Pieter Oussoren (* 1943), Pfarrer
- Rutger Hauer (1944–2019), Schauspieler
- Evelien de Bruijn (* 1974), Fernsehmoderator RTV Utrecht/SBS6

## Bilder

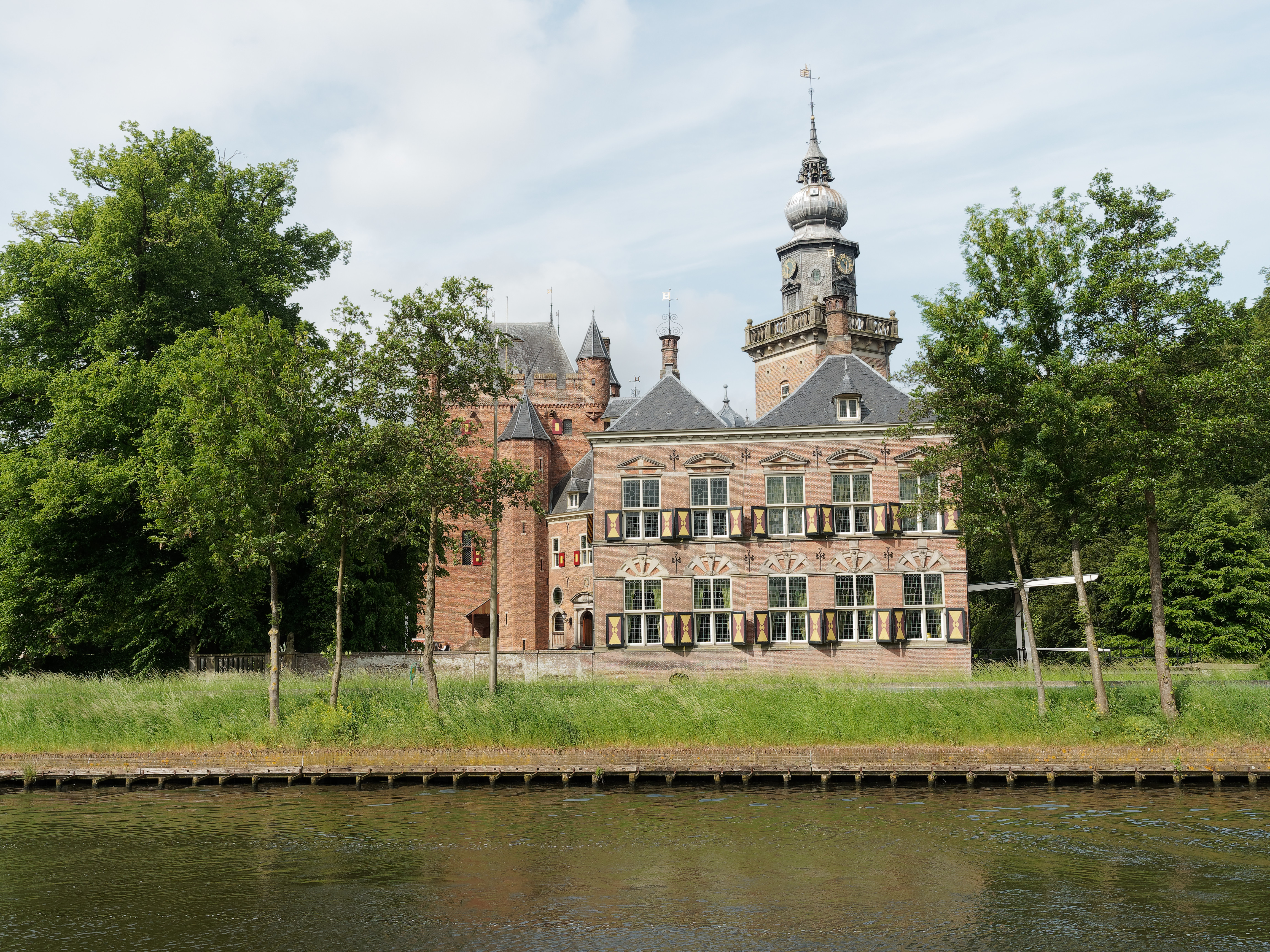
Breukelen, Schloss/Universität Nijenrode
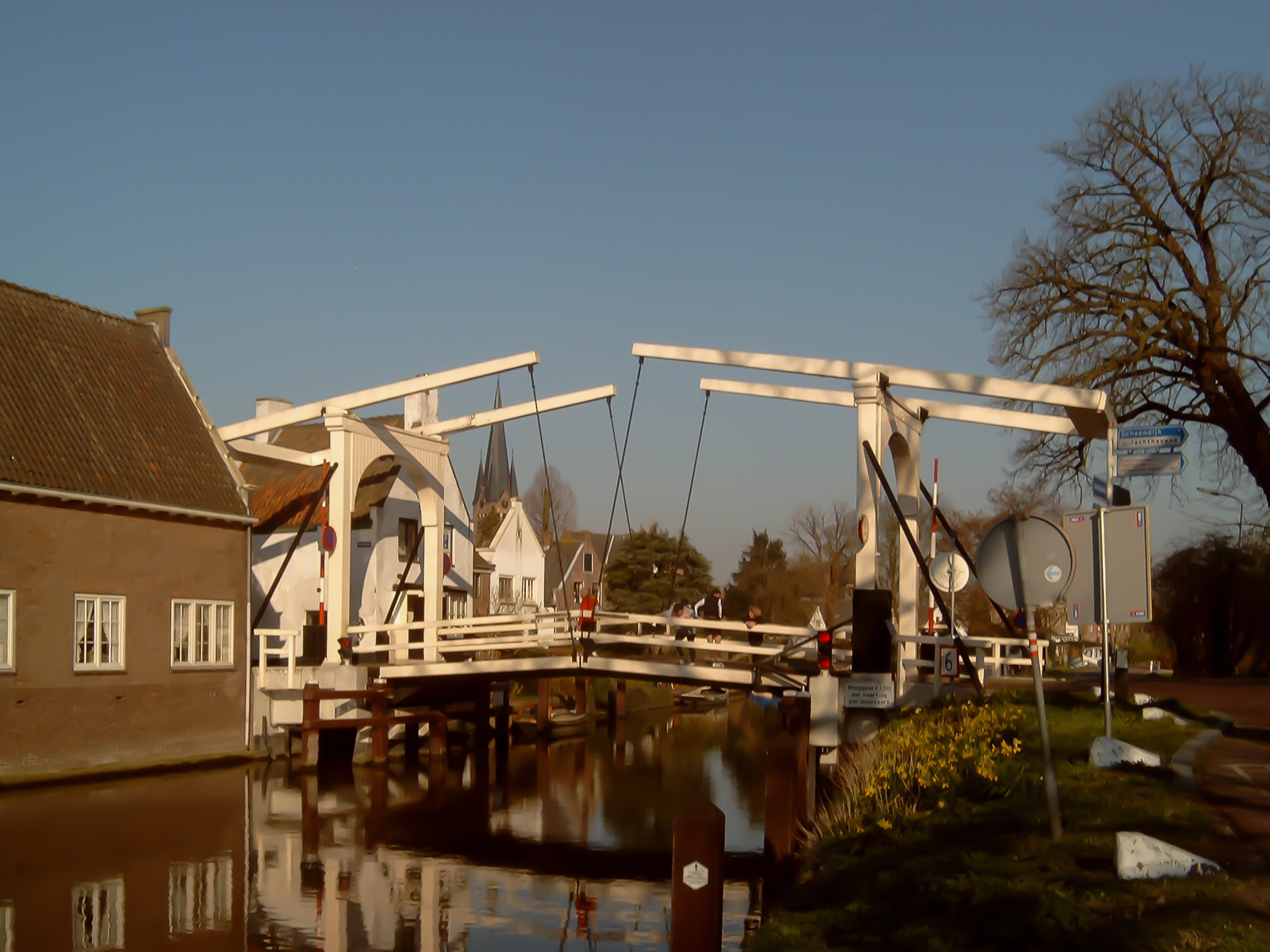
Breukelen, Zugbrücke über der Utrechtse Vecht
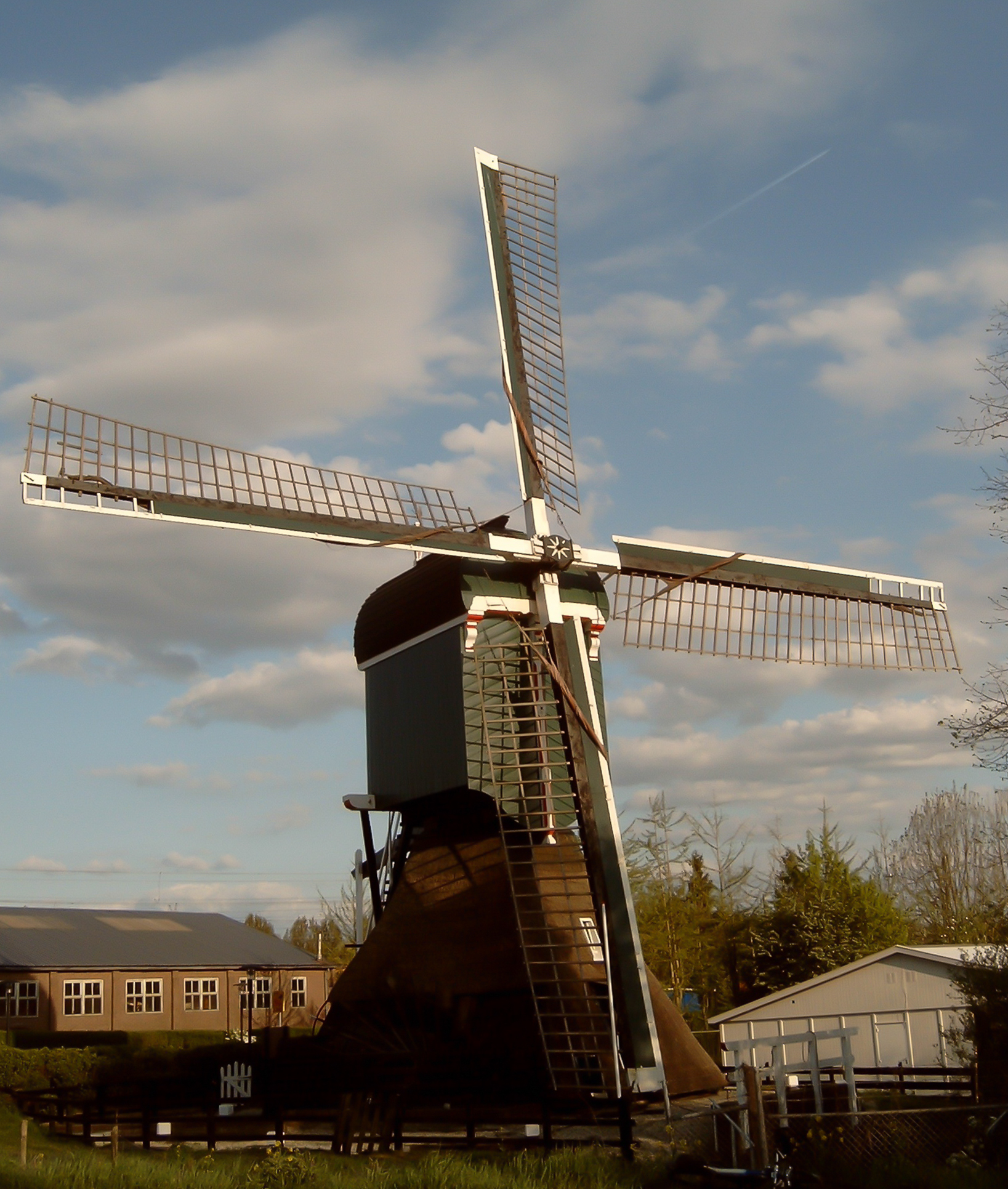
Breukelen, Mühle